# Montcel (Savoie)
Montcel is een gemeente in het Franse departement Savoie (regio Auvergne-Rhône-Alpes). De plaats maakt deel uit van het arrondissement Chambéry. Montcel telde op 1 januari 2022 1.090 inwoners.

## Geografie
De oppervlakte van Montcel bedroeg op 1 januari 2022 15,23 vierkante kilometer; de bevolkingsdichtheid was toen 71,6 inwoners per km².

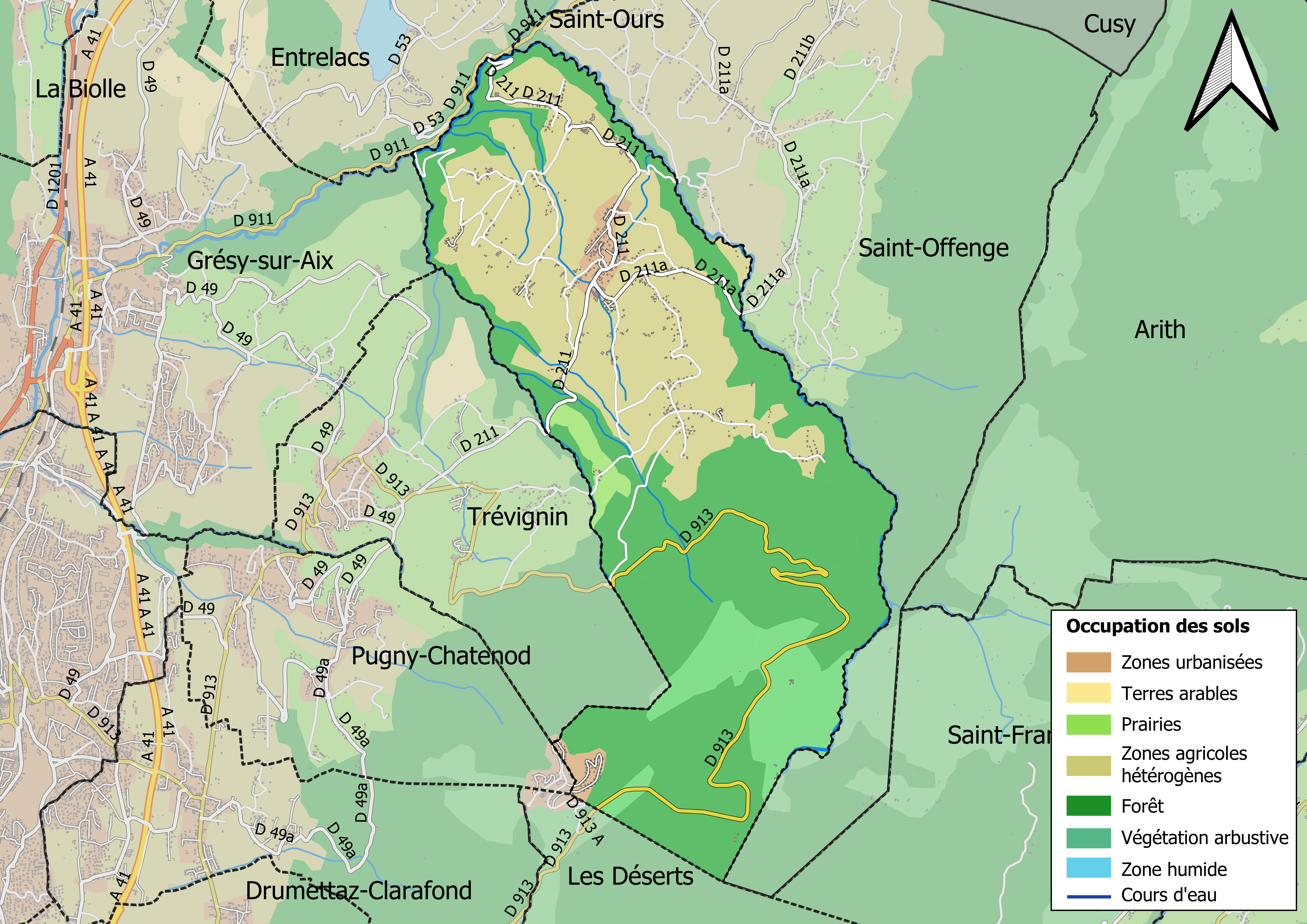
Kaart van de gemeente met de belangrijkste infrastructuur, bodemgebruik en omliggende gemeenten

## Demografie
Onderstaande figuur toont het verloop van het inwonertal (bron: INSEE-tellingen).